# Madeline Guillén
Madeline Jazmín Guillén Paredes (Santo Domingo, 4 giugno 2001) è una pallavolista dominicana, schiacciatrice del Bandung BJB.

## Carriera

### Club
Muove i primi passi nella formazione amatoriale del Club Malanga, dalla quale approda al professionismo, debuttando nella Liga de Voleibol Superior con il Cristo Rey, dove milita per due annate  e disputa le edizioni 2018 e 2019 del torneo. Nel gennaio 2020 è per la prima volta di scena all'estero, grazie all'ingaggio da parte delle turche del Mardin BB, con cui partecipa alla seconda parte dell'annata della Voleybol 1. Ligi.
Nel campionato 2021-22 gioca in Primeira Divisão con il Leixões, vincendo la Coppa di Portogallo, mentre nel seguente biennio indossa la casacca del Bandung BJB, nella Proliga indonesiana, vincendo due scudetti e ottenendo un premio in ciascuna stagione, rispettivamente come miglior realizzatrice e miglior servizio. Nel campionato 2023-24 torna nella serie cadetta turca, questa volta per difendere i colori del Göztepe, facendo poi ritorno al Bandung BJB per la Proliga 2025.

### Nazionale
Fa parte della nazionale dominicana under 18 che nel 2015 vince la medaglia d'argento alla Coppa panamericana e alla Final Four Cup, seguite dalla conquista dell'oro al campionato nordamericano 2016, dove viene premiata come miglior schiacciatrice, dal bronzo alla Coppa panamericana 2017, in cui viene insignita dei premi come miglior realizzatrice e miglior schiacciatrice, da un altro oro Final Four Cup 2017 - torneo nel quale ottiene i riconoscimenti come MVP, miglior realizzatrice e miglior schiacciatrice - e dall'argento al campionato mondiale 2017, risultando anche in questo caso miglior schiacciatrice della competizione.
Con la selezione under 20 vince la medaglia di bronzo alla Final Four Cup 2014, l'oro alla Coppa panamericana 2015 e al campionato nordamericano 2016, seguito dall'argento nell'edizione seguente del torneo, ancora una medaglia d'oro alla Final Four Cup 2018 e una d'argento alla Coppa panamericana 2019, dove viene insignita del premio come miglior schiacciatrice; con l'under 23, invece, mette al collo tre medaglie d'oro alla Coppa panamericana, venendo premiata come miglior giocatrice, miglior realizzatrice, miglior servizio e miglior schiacciatrice dell'edizione 2021, oltre a essere insignita del premio come miglior schiacciatrice al campionato mondiale under 23 2017 e ai I Giochi panamericani giovanili.
Nel 2021 debutta in nazionale maggiore al campionato nordamericano, dove vince la medaglia d'oro, poi bissata nell'edizione 2023. Conquista la medaglia d'oro anche alla NORCECA Final Six 2021, 2022 e 2024 e poi alla Coppa panamericana 2022, mentre si aggiudica l'argento alla NORCECA Final Six 2023; chiude poi il ciclo olimpico con la partecipazione ai Giochi della XXXIII Olimpiade.
Inizia il seguente ciclo olimpico con la vittoria dell'oro alla Coppa panamericana 2025.

## Palmarès

### Club
- Campionato indonesiano: 2

2022, 2023
- Coppa di Portogallo: 1

2020-21

### Nazionale (competizioni minori)
- Final Four Cup under 20 2014
- Coppa panamericana under 18 2015
- Coppa panamericana under 20 2015
- Final Four Cup under 18 2015
- Coppa panamericana under 23 2016
- Campionato nordamericano under 20 2016
- Campionato nordamericano under 18 2016
- Coppa panamericana under 18 2017
- Final Four Cup under 18 2017
- Campionato mondiale under 18 2017
- Campionato nordamericano under 20 2018
- Final Four Cup under 20 2018
- Coppa panamericana under 20 2019
- Coppa panamericana under 23 2021
- NORCECA Final Six 2021
- Coppa panamericana 2022
- NORCECA Final Six 2022
- Coppa panamericana under 23 2023
- NORCECA Final Six 2023
- NORCECA Final Six 2024
- Coppa panamericana 2025

### Premi individuali
- 2016 - Campionato nordamericano under 18: Miglior schiacciatrice
- 2017 - Coppa panamericana under 18: Miglior realizzatrice
- 2017 - Coppa panamericana under 18: Miglior schiacciatrice
- 2017 - Campionato mondiale under 18: Miglior schiacciatrice
- 2017 - Final Four Cup under 18: MVP
- 2017 - Final Four Cup under 18: Miglior realizzatrice
- 2017 - Final Four Cup under 18: Miglior schiacciatrice
- 2017 - Campionato mondiale under 23: Miglior schiacciatrice
- 2019 - Coppa panamericana under 20: Miglior schiacciatrice
- 2021 - Coppa panamericana under 23: MVP
- 2021 - Coppa panamericana under 23: Miglior realizzatrice
- 2021 - Coppa panamericana under 23: Miglior servizio
- 2021 - Coppa panamericana under 23: Miglior schiacciatrice
- 2021 - I Giochi panamericani giovanili: Miglior schiacciatrice
- 2022 - Proliga: Miglior realizzatrice
- 2023 - Proliga: Miglior servizio